# Sphex ashmeadi
Sphex ashmeadi är en biart som först beskrevs av Fernald 1906.  Sphex ashmeadi ingår i släktet Sphex och familjen grävsteklar. Inga underarter finns listade i Catalogue of Life.